# Spring Challenger 1983
Lo Spring Challenger 1983 è stato un torneo di tennis facente parte della categoria ATP Challenger Series nell'ambito dell'ATP Challenger Series 1983. Il torneo si è giocato a Spring negli Stati Uniti dal 16 al 22 maggio 1983 su campi in cemento indoor.

## Vincitori

### Singolare
Leif Shiras ha battuto in finale  Ross Case con il punteggio di 6–1, 6–0

### Doppio
Andrew Pattison /  Butch Walts hanno battuto in finale  Anand Amritraj /  Lloyd Bourne con il punteggio di 7–6, 6–7, 6–4